# Tancrède Dumas
Tancrède Dumas (1830-1905) foi um fotógrafo italiano que atuou no Oriente Médio. Aprendeu a fotografar em Florença e abriu um estúdio de fotografia em Beirute en 1860. Atuou entre 1860 e 1890 e trabalhou com impressão em albuminas. A Sociedade Americana de Exploração da Palestina (predecessora das Escolas Americanas de Pesquisa sobre o Oriente) o contratou para documentar as regiões à leste do rio Jordão.

## Galeria

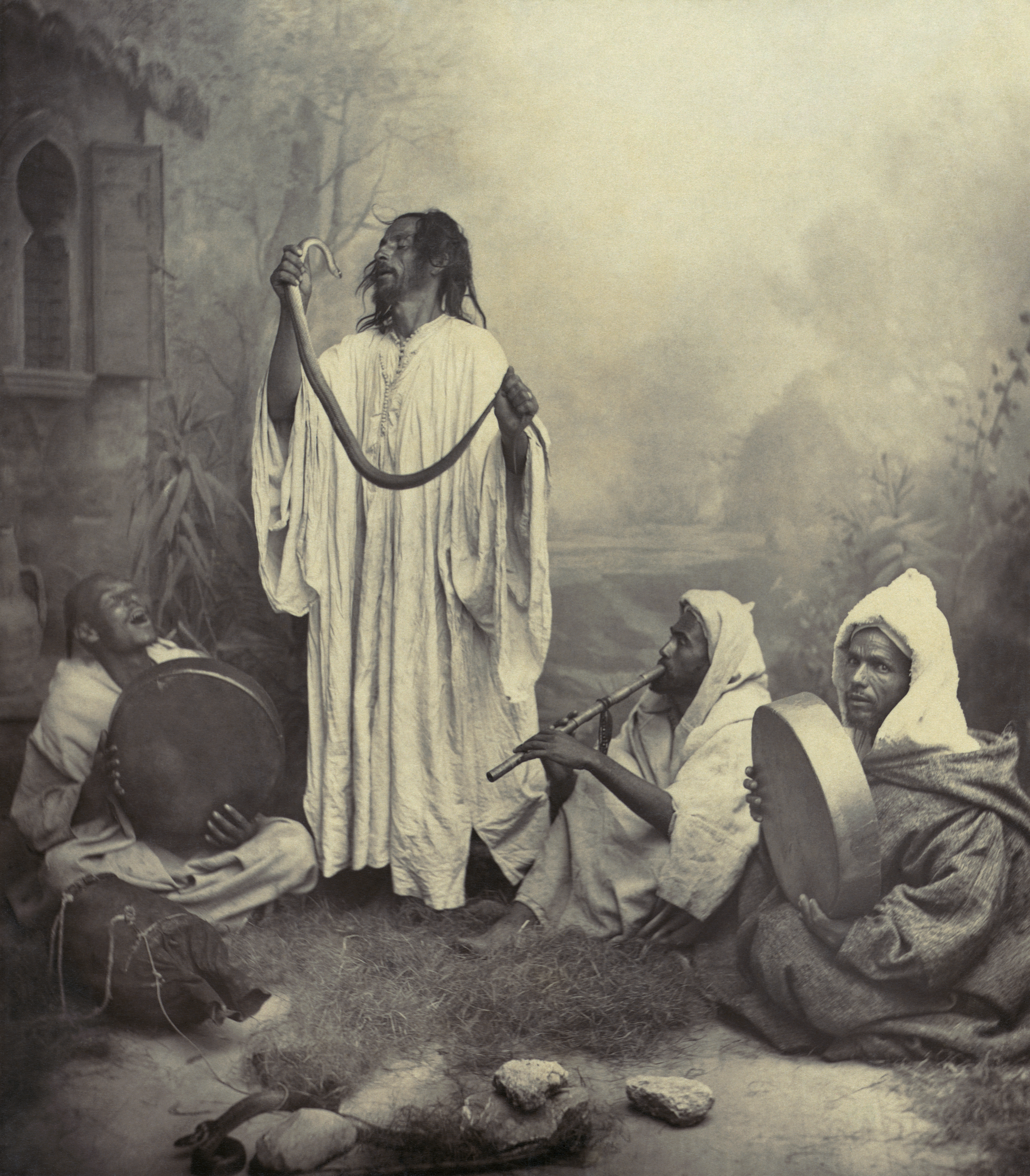
Encantadores de serpentes fotografados por Tancrède Dumas em Tânger,Marrocos
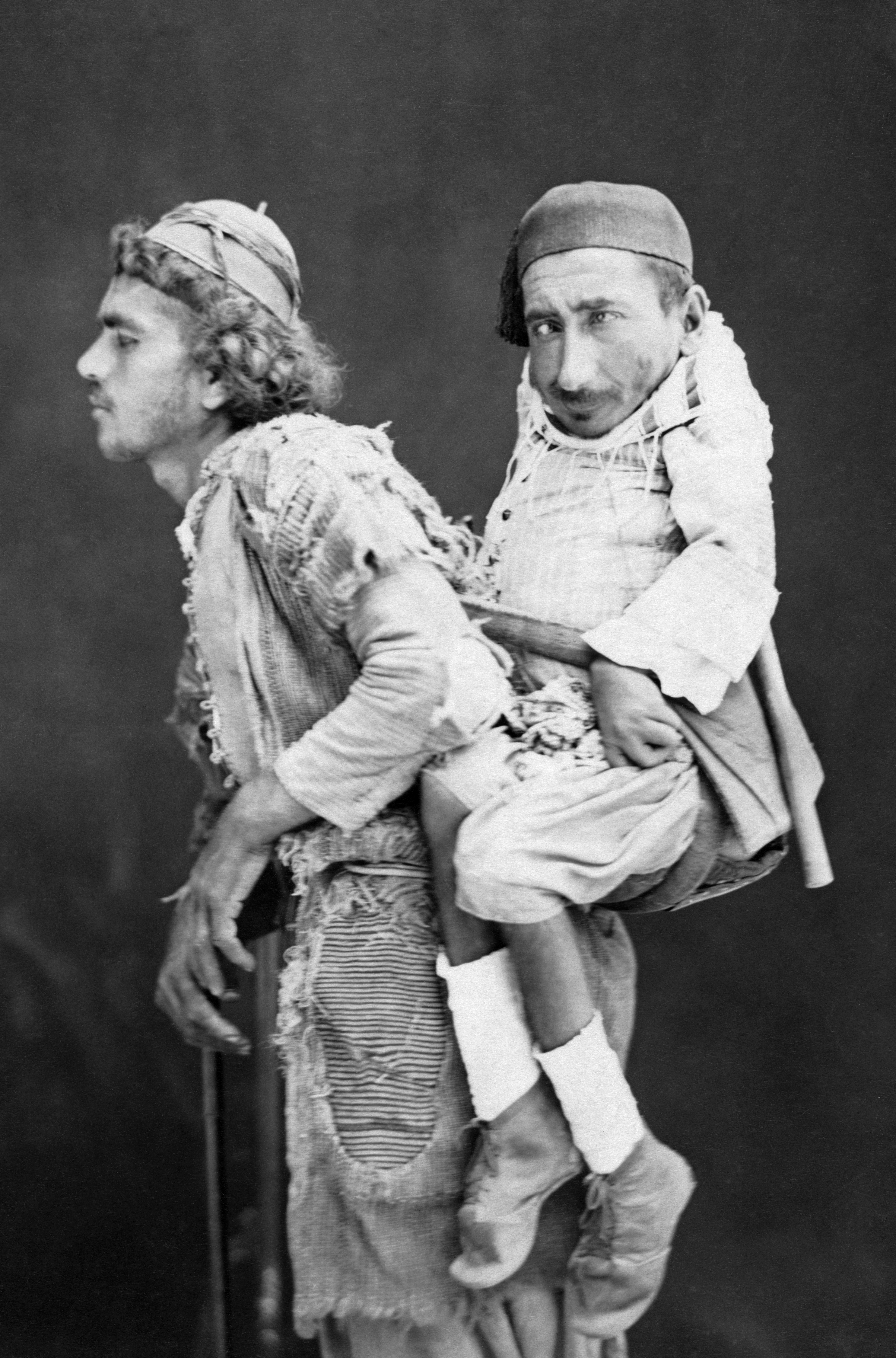
Cego carregando um paralítico
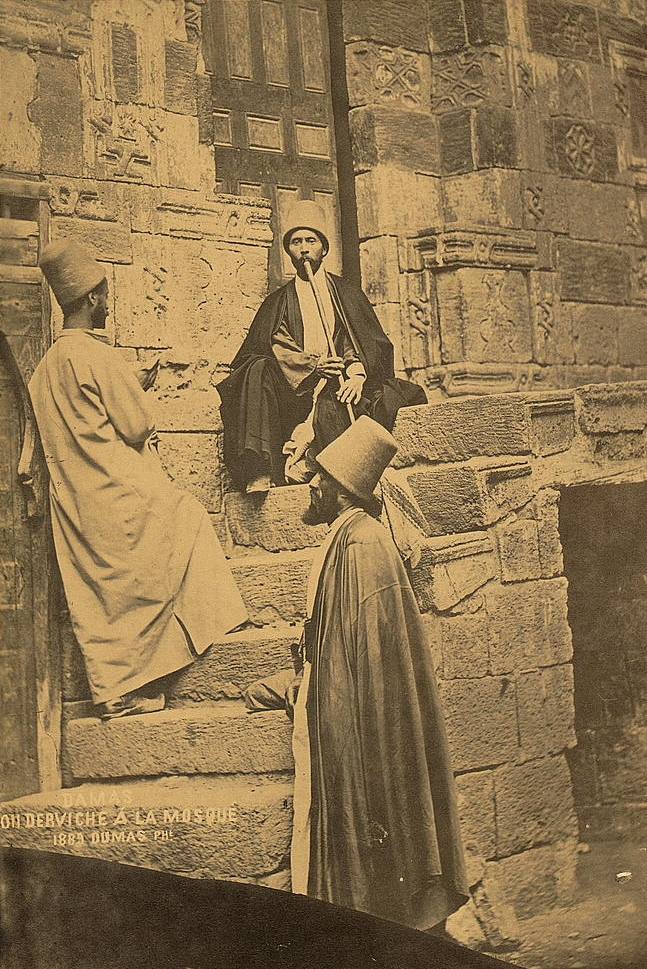
Em uma mesquita
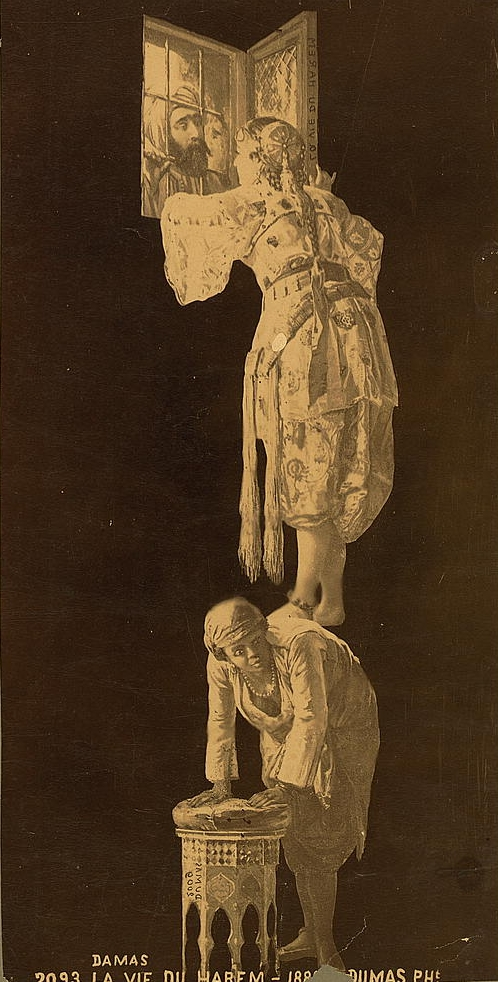
Vida no harém
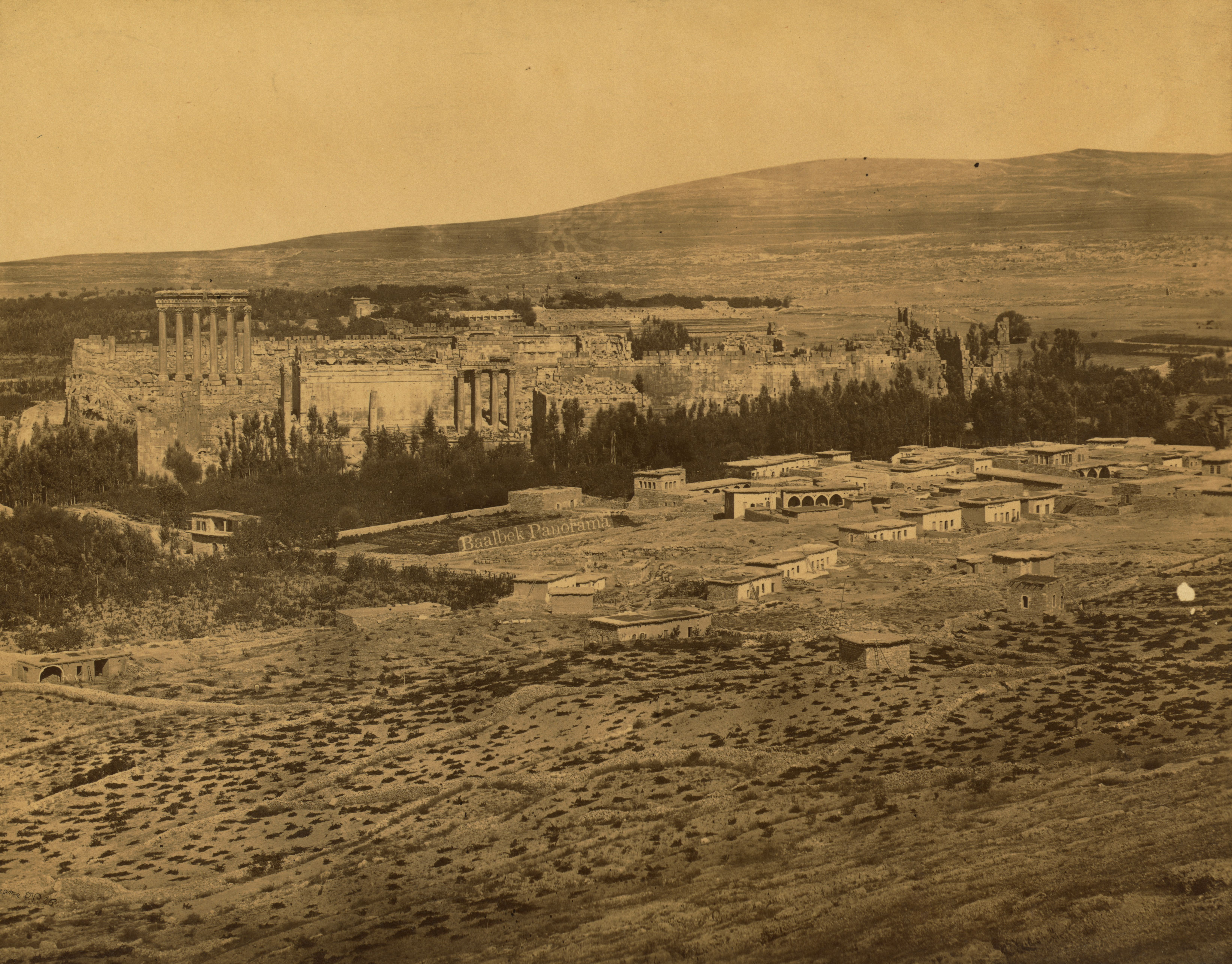
Ruínas de Baalbek
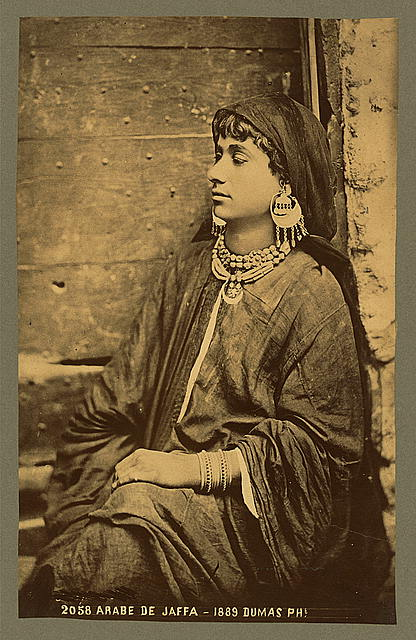
Fotografia de uma mulher árabe.